# Stadtbefestigung Sankt Veit an der Glan

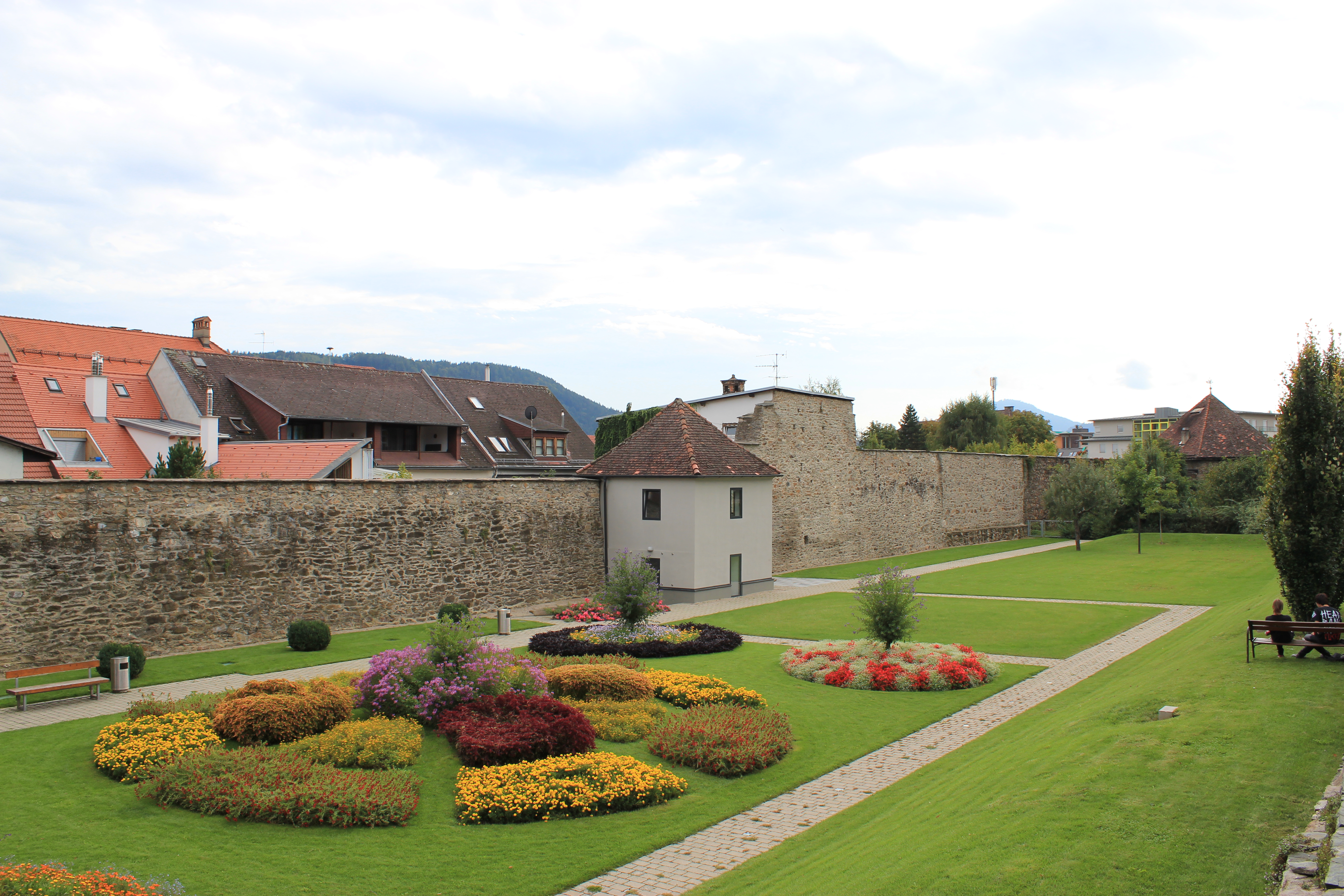
Nördliche Stadtmauer mit ehemaligen Wassergraben

Die Stadtbefestigung von Sankt Veit an der Glan, einer Stadt im gleichnamigen Bezirk in Kärnten (Österreich), wurde urkundlich erstmals 1228 erwähnt und geht in ihrer heutigen Substanz im Wesentlichen auf das 15. Jahrhundert zurück.
Von der bis zu 1,7 Meter starken Stadtmauer sind noch mehr als 1000 Laufmeter in einer durchschnittlichen Höhe von zehn Meter erhalten. Der davor gelegene Bereich des ehemaligen 20 bis 25 Meter breiten Wassergrabens wurde trockengelegt, ist aber weitgehend unverbaut geblieben. Durch die fortschreitende Entwicklung der Waffentechnik wurde im 16. Jahrhundert eine umfangreiche Verstärkung der Befestigungsanlagen notwendig. So entstand der sieben Meter breite Zwinger, der durch Schalentürme verstärkt wurde. Davon hat sich an der Nordwestecke ein stark erneuerter Basteiturm als vorgesetzter Rundbau erhalten. Er ist auf einem eingemauerten Stein mit 1532 bezeichnet. An der Nordwestecke ist die sogenannte Herzogsburg in die Befestigung einbezogen worden. Die vier turmbewehrten Stadttore wurden 1851 bis 1890 abgetragen. Die heutigen Tore in der Stadtmauer stammen aus dem 20. Jahrhundert.